# Blacas
Blacas o Blacasset (1200 - (1265 al 1270) fou un trobador, fill de Blacas d'Aulps.
És més conegut amb el nom de Blacasset. Heretà els alts sentiments del seu pare i va romandre molt de temps en la cort d'En Ramon Berenguer, a l'esposa del qual, Na Beatriu, consagrà un amor espiritual i respectuós, que apareix en les seves obres.
Es conserven unes 10 composicions líriques d'aquest poeta, tençons en la seva major part. En el Répertoire des sources historiques du moyen âge, de l'abat Ulysse Chevalier s'hi cita un gran nombre d'obres consagrades a la seva memòria.

### Repertoris
- Alfred Pillet / Henry Carstens, Bibliographie der Troubadours von Dr. Alfred Pillet […] ergänzt, weitergeführt und herausgegeben von Dr. Henry Carstens. Halle : Niemeyer, 1933 [Blacasset és el número PC 96]
- Favati, Guido (editor), Le biografie trovadoriche, testi provenzali dei secc. XIII e XIV, Bologna, Palmaverde, 1961, p. 352
- Martí de Riquer, Vidas y retratos de trovadores. Textos y miniaturas del siglo XIII, Barcelona, Círculo de Lectores, 1995 p. 280-281 [Reproducció de la vida, amb traducció a l'espanyol, i miniatura del cançoner I]
- Enciclopèdia Espasa Volum núm. 8, pàg. 1041 (ISBN 84-239-4508-1)